# Willy Köhler (Manager)
Willy Köhler (* 1907; † 1992) war ein deutscher Geschäftsführer.

## Werdegang
Köhler war zunächst in verschiedenen Stellungen der Baumwollindustrie und in Bewirtschaftungsstellen tätig, darunter als stellvertretender Hauptgeschäftsführer der Wirtschaftsgruppe Textil in Berlin. Nach Ende des Zweiten Weltkriegs hatte er großen Anteil am Wiederaufbau der deutschen Textilindustrie. Er wurde zunächst Geschäftsführer des Verbandes der nordwürttembergischen Textilindustrie und 1948 Geschäftsführer der Arbeitsgemeinschaft Baumwollspinnerei, aus der später der Verband der Deutschen Baumwollspinnerei hervorging. Auf sein Betreiben hin schlossen sich die Produzenten von Garnen aus Natur- und Chemiefasern im Industrieverband Garne zusammen. Er blieb bis 1976 Hauptgeschäftsführer.

## Ehrungen
- 1968: Verdienstkreuz 1. Klasse der Bundesrepublik Deutschland